# Guillaume-Joseph d'Abzac de Mayac
Guillaume-Joseph d’Abzac de Mayac (né le 21 janvier 1731 dans le Périgord, mort le  23 janvier 1784) est un ecclésiastique français qui fut évêque de Saint-Papoul de 1774 à 1784.

## Biographie
Guillaume-Joseph d'Abzac de Mayac est issu d'un ancienne famille noble du Périgord ; il nait dans le château de Mayac, deuxième fils de Antoine-Français d'Abzac de Mayac († 1776) et de Marie d'Aydie († 1783). 
Destiné à l'Église il est successivement prêtre, prévôt et doyen du chapitre de la cathédrale de Tours. Il est président de la Société royale d'agriculture et belles-lettres de la Généralité de Tours.
Il est nommé évêque de Saint-Papoul en 1774 il reçoit ses bulles pontificales de confirmation le 3 avril 1775 et il est consacré en mai suivant. 
Il meurt le 23 janvier 1784 à l'âge de 53 ans.